# The Best Exotic Marigold Hotel
The Best Exotic Marigold Hotel er en britisk comedy-drama fra 2012. Den er instrueret af John Madden, skrevet af Ol Parker og baseret på These Foolish Things fra 2004 af Deborah Moggach. Den handler om en gruppe af britiske pensionister, som flytter til et hotel for seniorer i Indien, der drives af den unge og energiske Sonny, spillet af Dev Patel.

## Handling
Tekst mangler, hjælp os med at skrive teksten

## Medvirkende
- Judi Dench - (Evelyn Greenslade)
- Bill Nighy - (Douglas Ainslie)
- Penelope Wilton - (Jean Ainslie, Douglas' kone)
- Maggie Smith - (Muriel Donnelly)
- Tom Wilkinson - (Graham Dashwood)
- Ronald Pickup - (Norman Cousins)
- Celia Imrie - (Madge Hardcastle)
- Dev Patel - (Sonny Kapoor)
- Tena Desae - (Sunaina, Sonnys kæreste)
- Sid Makkar - (Jay, Sunainas bror)
- Lillete Dubey - (Mrs. Kapoor, Sonnys mor)
- Diana Hardcastle - (Carol, englænder der bor i Jaipur)
- Seema Azmi - (Anokhi, dalit "stuepige" på hotellet)

### Biroller
- Ramona Marquez - (Madges barnebarn)
- Liza Tarbuck - (Karen, oversygeplejerske)